# Eksingedalen
El Eksingedalen es un valle que se ubica en la parte noreste de Vaksdal en la provincia de Hordaland, Noruega.

## Geografía
El valle de Eksingedalen se extiende por 50 km entre las montañas Vikafjell hasta el interior del Osterfjorden. El río Ekso (también conocido como río Storelvi) recorre el valle desde los valles alpinos hasta el Eidsfjorden, una ramificación del Osterfjorden. Las montañas Stølsheimen rodean parte del valle, siendo el Kvitanosi (con 1433 m) el pico más alto. El valle de Modalen se extiende sobre las montañas del lado norte y se conectan mediante el túnel de Modalen.

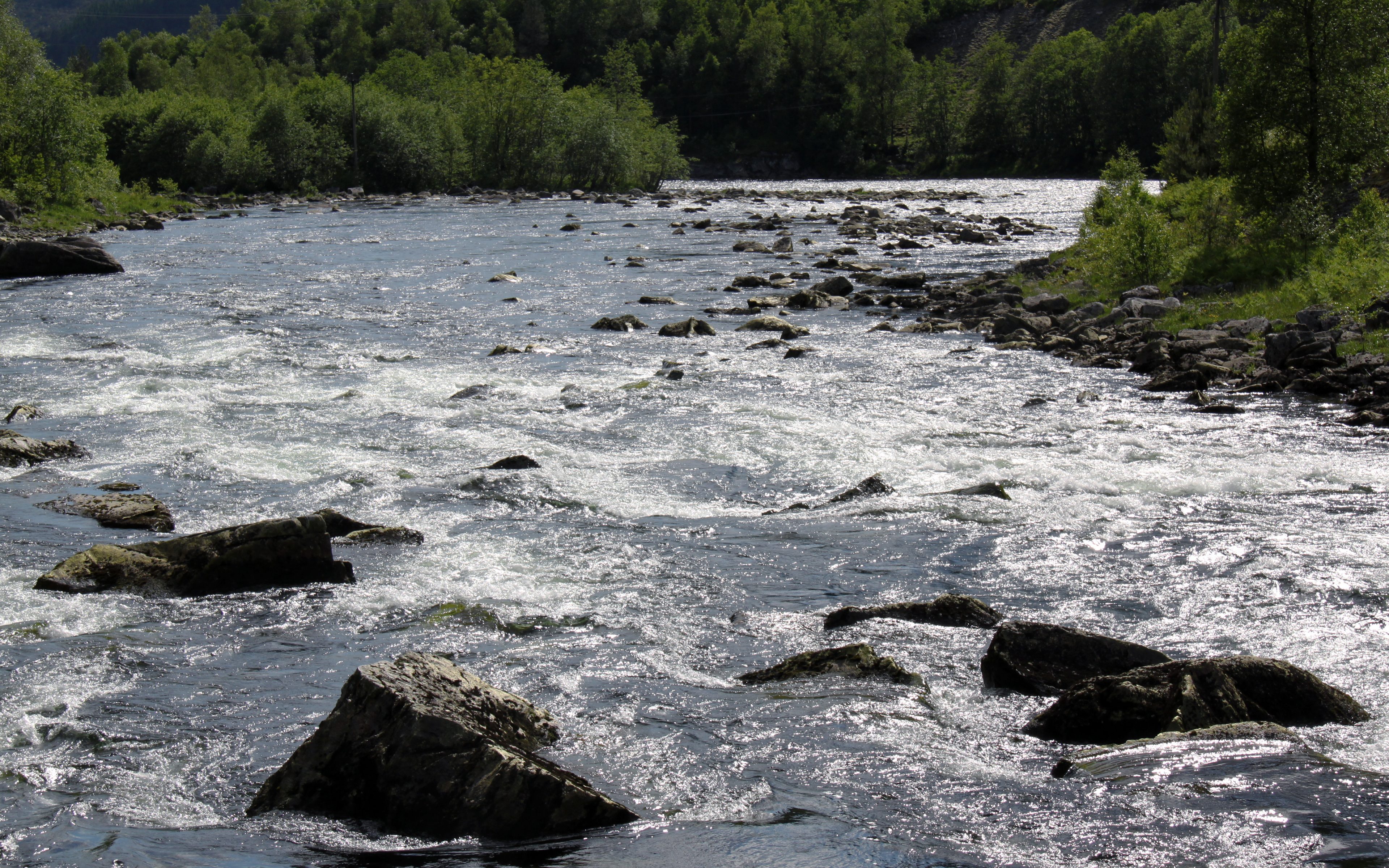
Río Ekso

La localidad de Eidslandet se asienta en las partes bajas del Eksingedalen (específicamente en el origen del Eidsfjorden, una ramificación interna del Osterfjorden).  La planta hidroeléctrica Myster kraftverk está ubicada en Eidslandet. La planta es propiedad de Bergenshalvøens Kommunale Kraftselskap.
La villa de Flatkvål está 10 km al noreste de Eidslandet y Nesheim está 15 km al noreste de Flatkvål. La ruta 344 cruza todo el valle y la ruta 569 va desde el túnel de Modalen hasta el límite sur. Las iglesias de Eksingedal y Nesheim se asientan aquí.